# Fåre Station
Fåre Station er en dansk jernbanestation i Fåre. Museumsforeningen Lemvig Havnebane har faciliteter der.